# Petrés

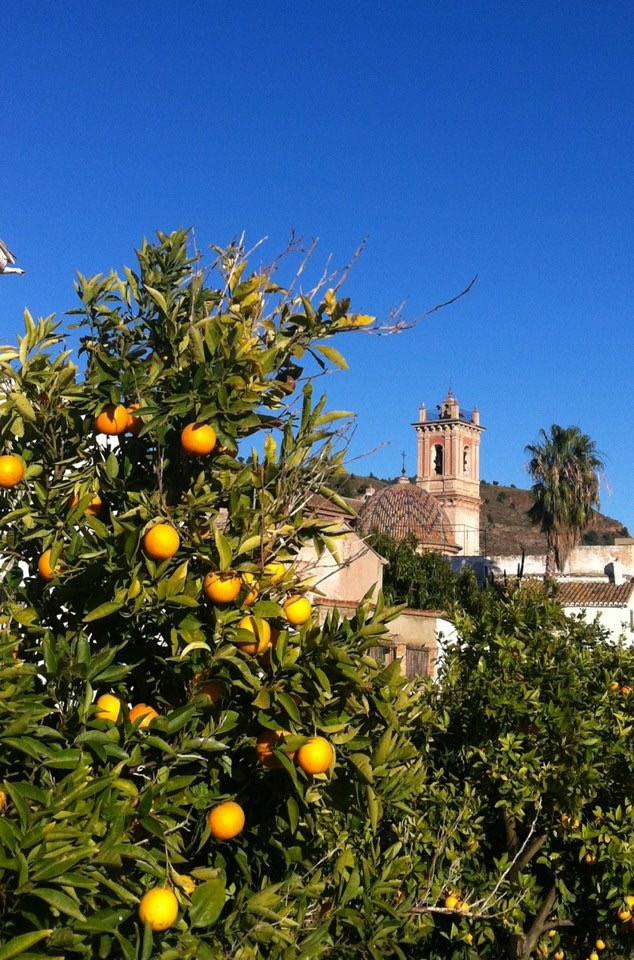
Vista de Petrés

Petrés és un municipi del País Valencià situat a la comarca del Camp de Morvedre. Limita amb Gilet i Sagunt.

## Geografia
Municipi situat a la part baixa de la vall del riu Palància. El relleu del terme presenta solament tres accidents importants: el riu, que limita el terme pel sud, i les muntanyes de Rodana i Ponera, els vessants de les quals penetren pel nord, arribant a una altitud màxima de 185 m en un tossal d'arenisques triàsiques que s'alça al nord-oest de la població. S'inclouen dins de la Serra Calderona.
Té un clima típicament mediterrani; està envoltat d'horta i séquies d'època romana que van ser desenvolupades i ampliades pels musulmans. El sòl no conreat correspon al llit del Palància, molt ample en este sector, i a muntanyes, cobert amb vegetació de romer, farigola, camamirla, carrasca, esparreguera, murta i pins.

## Història
Té el seu origen en una alqueria musulmana, que segurament figura amb un altre nom en el Llibre del Repartiment de València; el rei Joan I (1358-1390), en 1389, va vendre a Andreu Aguiló el terç delme i altres drets sobre el lloc; el 27 de maig de 1410 Martí I l'Humà (1356-1410), va concedir a Aguiló el títol de baró de Petrés; lloc de moriscs de la fillola de Sogorb, va veure com 500 dels seus habitants foren embarcats cap a Orà arran de l'expulsió de 1609, la qual cosa deixà el lloc despoblat; el 13 de maig de 1612 Francesc Ferrer, senyor vigent, va donar carta pobla; el 22 de setembre de 1811 fou ocupada per les tropes del mariscal Suchet (1770-1826), la qual cosa provocà una batalla que es va saldar amb victòria francesa; també a causa de la guerra de la Independència Petrés hagué de donar allotjament a les tropes espanyoles una vegada expulsades les franceses; la qual cosa va suposar un trencament en l'economia del poble.

## Topònim
Segons el Diccionari català-valencià-balear, el topònim Petrés té com a etimologia la forma plural de Petrer, el qual ve del llatí petrarĭu (‘de pedra’), amb la -t- conservada pels mossàrabs.

## Demografia
| 1990 | 1992 | 1994 | 1996 | 1998 | 2000 | 2002 | 2004 | 2005 | 2007 | 2011  | 2018 |
| ---- | ---- | ---- | ---- | ---- | ---- | ---- | ---- | ---- | ---- | ----- | ---- |
| 666  | 712  | 781  | 757  | 741  | 810  | 833  | 867  | 891  | 951  | 1.024 | 969  |

## Política i govern

### Composició de la Corporació Municipal
El Ple de l'Ajuntament està format per 7 regidors. En les eleccions municipals de 26 de maig de 2019 foren elegits 4 regidors de Compromís per Petrés, 1 del Partit Popular (PP), 1 del Partit Socialista del País Valencià (PSPV-PSOE) i 1 de Tots per Petrés (TotsP3).
| Eleccions municipals de 26 de maig de 2019 - Petrés                                                                             |                                          |                                     |                                     |      |          |          |
| Candidatura | Candidatura                              | Candidatura                         | Cap de llista                       | Vots | Vots     | Regidors |
| | Compromís per Petrés                     |                                     | Pere Salvador Peiró Garcia          | 308  | 54,61%   | 4 (+1)   |
| | Partit Popular                           |                                     | Inmaculada Villar Gil               | 95   | 16,84%   | 1 ()     |
| | Partit Socialista del País Valencià-PSOE |                                     | Maria Piquer Vilar                  | 87   | 15,43%   | 1 ()     |
| | Tots per Petrés                          |                                     | Jaime Ernesto Carrascosa Roca       | 67   | 11,88%   | 1 (-1)   |
| | Vots en blanc                            |                                     |                                     | 7    | 1,24%    |          |
| Total vots vàlids i regidors | Total vots vàlids i regidors             | Total vots vàlids i regidors        | Total vots vàlids i regidors        | 564  | 100 %    | 7        |
| | Vots nuls                                | Vots nuls                           | Vots nuls                           | 17   | 2,93%    |          |
| Participació (vots vàlids més nuls)                                                                                             | Participació (vots vàlids més nuls)      | Participació (vots vàlids més nuls) | Participació (vots vàlids més nuls) | 581  | 72,26%** |          |
| Abstenció | Abstenció                                | Abstenció                           | Abstenció                           | 223* | 27,74%** |          |
| Total cens electoral | Total cens electoral                     | Total cens electoral                | Total cens electoral                | 804* | 100 %**  |          |
| Alcalde: Pere Salvador Peiró Garcia (Compromís) (15/06/2019) Per majoria absoluta dels vots dels regidors (4 vots de Compromís) |                                          |                                     |                                     |      |          |          |
| Fonts: JEC, JEZ Sagunt, M. Interior, Periòdic Ara. (* No són vots sinó electors. ** Percentatge respecte del cens electoral.)   |                                          |                                     |                                     |      |          |          |

### Alcaldes
Des de 2015 l'alcalde de Petrés és Pere Salvador Peiró Garcia de Compromís.
| Període                       | Alcalde o alcaldessa         | Partit polític | Data de possessió | Observacions |
| ----------------------------- | ---------------------------- | -------------- | ----------------- | ------------ |
| 1979–1983                     | José Vicente Corresa Sanchis | Independent    | 19/04/1979        | --           |
| 1983–1987                     | José Vicente Corresa Sanchis | GIP            | 28/05/1983        | --           |
| 1987–1991                     | José Vicente Corresa Sanchis | AI             | 30/06/1987        | --           |
| 1991–1995                     | José Vicente Corresa Sanchis | UV             | 15/06/1991        | --           |
| 1995–1999                     | Antonio Hernández Villalba   | PSPV-PSOE      | 17/06/1995        | --           |
| 1999–2003                     | Antonio Hernández Villalba   | PSPV-PSOE      | 03/07/1999        | --           |
| 2003–2007                     | Antonio Hernández Villalba   | PSPV-PSOE      | 14/06/2003        | --           |
| 2007–2011                     | Antonio Hernández Villalba   | PSPV-PSOE      | 16/06/2007        | --           |
| 2011–2015                     | Julio Sánchez Bustos         | PP             | 11/06/2011        | --           |
| 2015–2019                     | Pere Peiró Garcia            | Compromís      | 13/06/2015        | --           |
| 2019-2023                     | Pere Peiró Garcia            | Compromís      | 15/06/2019        | --           |
| Des de 2023                   | n/d                          | n/d            | 17/06/2023        | --           |
| Fonts: Generalitat Valenciana |                              |                |                   |              |

### Eleccions a les Corts Valencianes de 2019
| Candidatura | Candidatura   | Cap de llista     | Vots | Regidors | % vots |
| ----------- | ------------- | ----------------- | ---- | -------- | ------ |
|             | Compromís     | Mónica Oltra      | 155  |          | 25,88% |
|             | PSPV          | Ximo Puig         | 139  |          | 23,21% |
|             | PPCV          | Isabel Bonig      | 89   |          | 14,86% |
|             | C's           | Toni Cantó        | 86   |          | 14,36% |
|             | Vox           | José María Llanos | 61   |          | 10,18% |
|             | Unides Podem  | Rubén M. Dalmau   | 35   |          | 5,84%  |
|             | Vots en blanc |                   | 9    |          | 1,50%  |
| Total       | Total         | 599               | 599  |          | 75,82% |

## Economia
Tradicionalment, l'economia de Petrés ha estat basada en l'agricultura. El principal cultiu és el taronger, seguit de la garrofera, la nespra i les hortalisses.

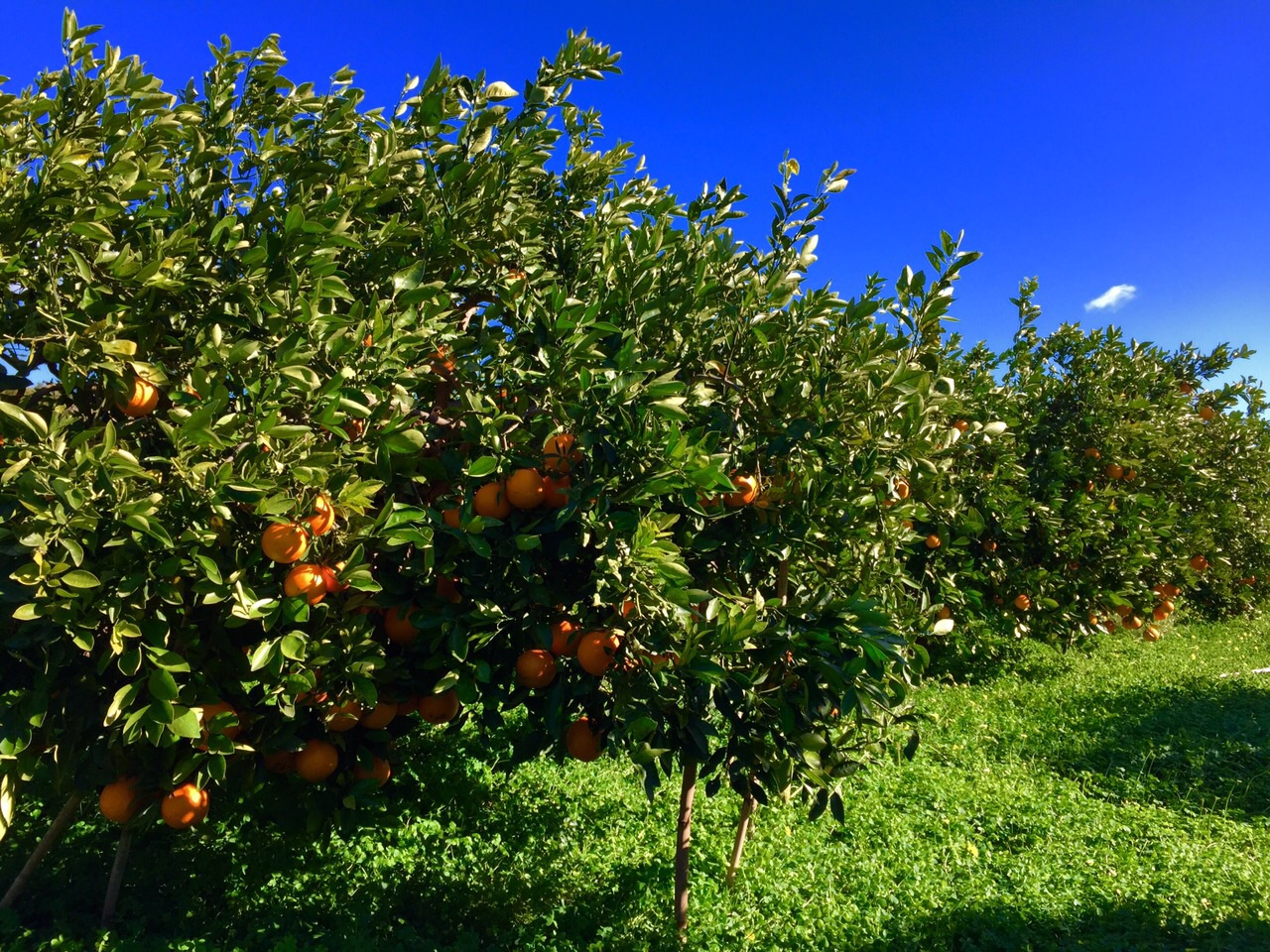
Camp de tarongers a Petrés

Va tindre una fàbrica de pirotècnia. Part de la població treballa en les indústries del Port de Sagunt.

## Monuments
A Petrés podem trobar els següents monuments:
- Església de Sant Jaume. Fon construïda a finals del xviii sobre un temple anterior, de 1577. Conté pintures de Joaquim Oliet.
- Ermita de Sant Domènec. Fon construïda en 1725.
- Castell. Casa pairal dels Aguiló, construïda en el segle xiv. Actualment es troba en estat ruïnós i l'Ajuntament, en maig de 2005, es va adreçar a la Direcció General de Patrimoni de la Generalitat demanant les necessàries inversions per a la seua restauració i la del pou morisc del segle xii, que hi ha al seu costat.
- Antiga almàssera. Edifici amb porta d'arc de mig punt i escut nobililari. També molt deteriorada.
- L'Aixeta. Aljub medieval que en l'actualitat té la funció de lloc d'exposicions, i custodia un museu etnològic.
- Hort Tancat. Construcció a la meitat de l'horta documentada en el segle xvii però possiblement construïda durant el segle XV-XVI, en el qual el senyor tenia la seua horta i deixava pasturar el seu ramat.

## Festes i celebracions
Les festes patronals de Petrés estan dedicades a Sant Jaume, el 25 de juliol, i a la Puríssima de Petrés. L'orige de les dos festivitats és molt antic, sent la primera d'origen medieval i la de la Puríssima del 7 d'agost de 1687. El sentit d'estes festes està relacionat amb l'agricultura, en acció de gràcies per les collites obtingudes.
Com si fora el patró, la festivitat més important de Petrés fins al segle xxi ha sigut la del Salvador, que tradicionalment se celebrava el dia 6 d'agost. Esta festa estava dedicada als fadrins o xics solters, en la vespra dels quals es realitzava l'esperada cordà. En l'actualitat la festa de la Puríssima de Petrés i del Salvador se celebren el primer cap de setmana d'agost.
Altres dues festivitats importants són les festes de les xiques, a la Puríssima i la del Xiquet de la Boleta, o Jesuset de Praga. L'origen de la primera es troba a mitjan segle xviii, gràcies a la creació de la confraria de Donzelles de Maria, que celebrava les festes el diumenge de després del dia 8 de setembre, passant després al primer diumenge de setembre i en l'actualitat a l'últim d'agost. En acabant se celebra la dels Xiquets, que la celebren aquells que han fet la primera comunió o xiquets en edat de fer-la. La festa la va fundar el màrtir Vicent Garzando en 1934 perquè els xiquets tingueren també la seua festa, i és molt coneguda pels pobles de la comarca del Camp de Morvedre i també molt concorreguda.
També se celebra des de 1699 l'Encontre amb l'Enramà el dia de Pasqua, processó molt emotiva i característica per l'entorn dels carrers replets de branques de pi, nespres, oliveres i palmeres, entre altres arbres.

## Personatges il·lustres

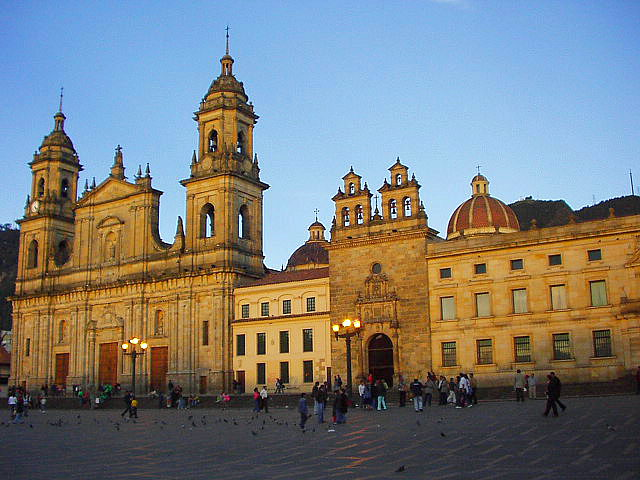
Catedral de Bogotà, l'arquitecte de la qual fou Fra Domènec de Petrés

Joseph Pascual Domingo Buix Lacasa (1759-1811), fill del poble que, en prendre els hàbits va passar a ser Fra Domènec de Petrés, fou un reconegut arquitecte que va realitzar la seua obra fonamentalment a Colòmbia en la qual capital, Bogotà, va signar la catedral.